# Saethre-Chotzen-Syndrom
Das Saethre-Chotzen-Syndrom (SCS) ist eine seltene angeborene Kraniofaziale Fehlbildung mit einer Kombination von Kraniosynostose mit Syndaktylien und Symphalangismus.
Synonyme sind: Akrozephalosyndaktylie-Syndrom Typ III; ACS-Sy Typ III; ACS3; Chotzen-Syndrom; englisch Acrocephaly, Skull Asymmetry, And Mild Syndactyly
Die Bezeichnung bezieht sich auf die Erstautoren der Erstbeschreibung aus dem Jahre 1931 durch den norwegischen Arzt Haakon Saethre bzw. 1932 durch den Breslauer Arzt F. Chotzen.

## Verbreitung
Die Häufigkeit wird mit 1–9 zu 100.000 bzw. mit 1 auf 25 bis 50.000 Lebendgeburten angegeben, die Vererbung erfolgt autosomal-dominant.

## Ursache
Der Erkrankung liegen Mutationen im TWIST1-Gen im Chromosom 7 am Genort p21.1, welches  für einen Transkriptionsfaktor für die Zellentwicklung im kranialen Mesenchym während der Bildung des kranialen Neuralrohrs kodiert. Bei einigen Patienten wurden Mutationen im FGFR2-Gen an 10q26.13 gefunden.
Es gibt eine Sonderform mit zusätzlichen Augenlidveränderungen.
Das Robinow-Sorauf-Syndrom mit der Besonderheit gespaltener oder partiell gedoppelter Grosszehen wird als allele Variante dieses Syndromes angesehen.

## Klinische Erscheinungen und  Diagnose
Klinische Kriterien sind:
- Kraniosynostose der Koronarnaht mit Turmschädel, Brachyzephalie,  Hypoplasie der Maxilla und der Supraorbitalbögen
- Gesichtsasymmetrie mit Exophthalmus, Hypertelorismus,  fliehender Stirn, tiefem Haaransatz, Nasenseptumdeviation, Hakennase
- Ptosis, Strabismus, Progenie, Stenose des Tränenganges, Schwerhörigkeit, Optikusatrophie
- Brachydaktylie. Syndaktylie der Finger, Klinodaktylie im 5. Strahl, Symphalangismus, breite Großzehen
- milder Entwicklungsrückstand

## Differentialdiagnose
Abzugrenzen sind das Pfeiffer-Syndrom, das Muenke-Syndrom, das Baller-Gerold-Syndrom und das Gorlin-Chaudhry-Moss-Syndrom.

## Behandlung
Die Behandlung besteht symptomatisch aus operativer Korrektur der Nahtsynostose, der Gesichtsasymmetrie und der Kieferhypoplasie, sowie Überprüfung der Schwerhörigkeit und der Augenproblematik.